# Medier i Finland
Medier i Finland utgörs främst av dagspress, TV, radio och internet/webbplatser.
Finland återfinns på plats 1 på Reportrar utan gränsers pressfrihetsindex..

## Dagspressen
Finland har ungefär 190 dagstidningar. De första tidningarna som kom ut kallades för Åbo tidningar. De gavs ut av sällskapet Aurora år 1771 till 1819. Åbo Underrättelser är den enda tidningen som Aurora fortfarande ger ut, den etablerades år 1824. 
Det finns en stor koncern som styr en stor del av den finska dagspressen, Sanoma. Helsingin Sanomat är den största morgontidningen i Norden, med runt 400 000 exemplar på vardagar och helger. Ilta-Sanomat är en kvällstidning med cirka 150 000 i upplaga. Sanomakoncernen ger även ut två stora gratistidningar över hela landet, Metro och Vartti.
Alma Media är en annan stor koncern i Finland. De äger bland annat landets största affärstidning Kauppalehti och kvällstidningen Iltalehti.  

## Televisionen
90% av finländarnas tv-tittande sker på kanaler äga av MTV Media, YLE och Nelonen media. Andra kanaler är bland annat Sub där det visas mycket reality-tv, filmer och serier. Liv är en annan kanal där det visas främst livsstilsprogram, detta är en kanal som är riktad till kvinnor.
MTV Media ägs av svenska Bonnier. Det är ett finskt mediebolag som är verksamt både inom TV och radio. En stor kanal som MTV Media ger ut är MTV3. Där visas filmer, serier, sport och nyheter etc. MTV Media äger även tv-kanalen Sub.
Nelonen är en tv-kanal som ges ut av Nelonen Media, vilket ägs av Sanomakoncernen. Nelonen visar mycket filmer och serier, samt sport och nyheter. Nelonen media finns även i Belgien, Nederländerna och andra länder i Europa.
Public servicebolaget är YLE (Yleisradio Oy) eller Rundradion AB. De sänder både radio och TV. Några av TV-kanalerna som de sänder är Yle TV1, Yle TV2 och Yle Teema. De flesta tv-programmen finns även på webbtjänsten Yle Arena, där finns även många av radiosändningarna sparade.
Det finns även en svenskspråkig del av YLE, Svenska Yle. Yle Fem är den enda tv-kanalen som svenska Yle erbjuder. Det finns dock två stycken radiokanaler, Yle X3M och Yle Radio Vega där de även har 5 stycken lokalredaktioner. 

## Radio
Radio Suomi är en av de populäraste radiostationerna i Finland. De har lokala radiostationer där det spelas bland annat schlager och popmusik.
YleX är en radiostation som riktar in sig mer på ungdomar, där spelar de mer hitmusik och pop. Yle Puhe är för det mesta en nyhetskanal, utan musik. Yle radio 1 är en kanal för klassisk musik, kultur, jazz och folkmusik. 
Radiodelen av public service innehåller två huvudkanaler, Yle Radio 1 och YleX. Det finns även Yle radio Suomi som sänder på runt 20 egna landskapsradiostationer där de siktar in sig på mer lokala nyheter. 

## Regler och lagstiftning
I Finlands grundlag står det bland annat att alla människor ska ha rätt till yttrandefrihet. Det står i till exempel medieansvarslagen att medier ska ha god pressetik.  Finland har samma offentlighetsprincip som Sverige. Det betyder att medborgare ska ha rätt att ta del av offentliga handlingar som myndigheterna har.